# Treuhandsystem
Das Treuhandsystem der Vereinten Nationen ist ein von ihr, gemäß Art. 75 bis 91 ihrer Charta, errichtetes Verwaltungssystem. Es stellt eine Fortsetzung der Verwaltungsrichtlinien der Mandatsgebiete dar.
Die Charta besagt, dass allgemeine Treuhand- und strategische Gebiete unmittelbar dem Sicherheitsrat der Vereinten Nationen unterstellt sind.
Die „Internationalisierung“ der Verwaltung, insbesondere das Inspektionsrecht der Vereinten Nationen, wurde damit verstärkt.
Bis 1994 wurden alle Treuhandgebiete aus der internationalen Verwaltung entlassen.